# 埃雷鲁埃拉德奥罗佩萨
埃雷鲁埃拉德奥罗佩萨，是西班牙卡斯蒂利亚-拉曼恰托莱多省的一个市镇。总面积11平方公里，总人口410人（2001年），人口密度37人/平方公里。